# Pierre Levegh
Pierre Levegh, all'anagrafe Pierre Eugène Alfred Bouillin (Parigi, 22 dicembre 1905 – Le Mans, 11 giugno 1955), è stato un pilota automobilistico francese.
Prese il nome "Levegh" in memoria di suo zio, un pioniere della guida che morì nel 1904. 
Levegh è principalmente ricordato per l'incidente alla 24 Ore di Le Mans del 1955 nel quale persero la vita, oltre a Levegh stesso, 83 spettatori.

## Carriera
Pierre Levegh era anche un giocatore di hockey e di tennis. Nell'automobilismo corse in Formula 1 per la Lago-Talbot nel 1950 e nel 1951 con sei gare disputate di cui tre finite con un suo ritiro. In nessuna fece punti.
A Le Mans corse con la Talbot (dal 1951) in quattro gare, terminando in quarta posizione. Nel 1952, la sua auto ruppe il motore nell'ultima ora di gara con quattro giri di vantaggio, probabilmente a causa di un cambio marcia errato causato dalla stanchezza del pilota. L'anno seguente (1953) finì ottavo e nel 1954 fu coinvolto in un incidente durante la settima ora di gara.
Nel 1955 lasciò la Talbot e passò a correre  con la scuderia statunitense gestita da John Fitch a bordo di una Mercedes-Benz 300 SLR. Durante la terza ora di gara, sul lungo rettilineo che portava ai box agganciò la Austin-Healey di Lance Macklin che fu costretto a spostarsi repentinamente verso i box subito dietro Mike Hawthorn. Dopo aver urtato un cumulo di terra, la Mercedes di Levegh volò letteralmente in aria atterrando, ormai distrutta, sulla tribuna davanti ai box. Il pilota morì di fronte agli occhi di sua moglie e con lui 83 spettatori e 120 furono i feriti. La gara tuttavia fu fatta proseguire per non causare un blocco che avrebbe ostacolato l'arrivo dei soccorsi e delle ambulanze. 
La Mercedes si ritirò dalla gara (oltre che, in seguito, dalle corse motoristiche per i 30 anni successivi) in segno di rispetto per le vittime. Mike Hawthorn e Ivor Bueb proseguirono la gara a bordo della Jaguar e vinsero la 24 Ore di Le Mans. L'incidente fu la causa principale per la quale si decise negli anni a seguire di rendere più sicuri i circuiti, per gli spettatori e per i guidatori stessi. La piccola casa automobilistica inglese Bristol Cars, giunta nelle prime tre posizioni della classe 2L a Le Mans nell'anno precedente, decise di abbandonare le corse a causa della tragedia. Fitch divenne un ricercatore nel campo della sicurezza automobilistica, creando progetti poi approdati nel mondo delle corse.
Levegh è sepolto nel cimitero di Père-Lachaise a Parigi.

## Risultati in Formula 1
| 1950 | Scuderia        | Vettura          |  |  |  |  |   |     |     |  | Punti | Pos. |
| ---- | --------------- | ---------------- |  |  |  |  | - | --- | --- |  | ----- | ---- |
| 1950 | Vettura Privata | Talbot-Lago T26C |  |  |  |  | 7 | Rit | Rit |  | 0     |      |

| 1951 | Scuderia        | Vettura          |  |  |   |  |  |   |     |  | Punti | Pos. |
| ---- | --------------- | ---------------- |  |  | - |  |  | - | --- |  | ----- | ---- |
| 1951 | Vettura Privata | Talbot-Lago T26C |  |  | 8 |  |  | 9 | Rit |  | 0     |      |

| Legenda | 1º posto     | 2º posto | 3º posto    | A punti         | Senza punti/Non class.  | Grassetto – Pole position Corsivo – Giro più veloce |
| Legenda | Squalificato | Ritirato | Non partito | Non qualificato | Solo prove/Terzo pilota | Grassetto – Pole position Corsivo – Giro più veloce |